# Турчанинов, Иван Николаевич (сенатор)
Ива́н Никола́евич Турчани́нов (1840, Смоленская губерния, Российская империя — 26 февраля 1910, Санкт-Петербург) — помощник петербургского градоначальника, сенатор, тайный советник.

## Биография
В 1859 году окончил Императорское училище правоведения (в одном выпуске с П. И. Чайковским и Н. Н. Шрейбером).
На государственной службе с 23 мая 1859 года. 30.8.1874 пожалован в действительные статские советники, 1.1.1882 — в тайные советники. Помощник санкт-петербургского градоначальника, член Комитета для разбора и призрения нищих в Петербурге; сенатор.
Был первым председателем общества «Маяк».
С начала 1870-х годов владел дачным имением Горка на озере Островно, где семья принимала художника И. И. Левитана (1894-1895 гг.). После 1904 года у озера Островенского и у озера Удомля будут жить и работать художники  В. К. Бялыницкий-Бируля, А. В. Моравов, Н. П. Богданов-Бельский, К. А. Коровин, С. Ю. Жуковский, В. В. Рождественский. А.С. Степанов. С 5 по 10 июля 1895 года в дачной усадьбе Горка имении гостил Антон Павлович Чехов.

### Семья
Брат — Александр (1838—1907), председатель совета присяжных поверенных при Санкт-Петербургской судебной палате.
Жена — Анна Николаевна (25.5.1856 — 24.11.1930, Париж); после революции эмигрировала во Францию.
Дочери:
- Варвара (ок. 1875—1925, Париж; похоронена на кладбище Кламара); замужем за Александром Тиденом[10];
- Софья (1877—1926, Париж; похоронена на кладбище Кламара); замужем за В. А. Крейслером[10];
  - её дети — Варвара, Софья, Нина, Алексей[10];
- Анна (2.12.1880 — 1962, Ленинград); с 1920-х работала в Ленинграде учителем иностранного языка, пережила блокаду; была замужем (с 26.7.1902) за А. А. Зворыкиным (7.3.1879 — 20.1.1942), с 1913 — за А. А. Колокольцовым (10.1.1866 — 21.1.1942)[10], сыном генерала А. А. Колокольцова (1833—1904)[9]; её дети:
  - Кирилл Анатольевич Зворыкин (1908 — 1978)[10];
  - Никита Александрович Колокольцов (1.8.1914 — 14.6.1973), профессор МИФИ[9].

## Награды[5][6]
- медаль «За усмирение польского мятежа»
- Ежегодная аренда 1000 руб. на 12 лет (1873)
- командорский крест австрийского ордена Франца-Иосифа (1874)
- орден св. Станислава 1-й степени (1879)
- Ежегодная аренда 1500 руб. на 4 года (1885)
- орден св. Анны 1-й степени (1886)
- Ежегодная аренда 1800 руб. на 4 года (1889)
- орден св. Владимира 2-й степени (1890)
- Ежегодная аренда 2000 руб. на 4 года (1893)